# Deutsche Meisterschaften in der Nordischen Kombination 2020

Deutscher Skiverband

Die deutschen Meisterschaften in der Nordischen Kombination 2020 fanden vom 23. bis 25. Oktober 2020 im bayerischen Oberstdorf statt. Die Veranstalter im Auftrag des Deutschen Skiverbands waren der Skiclub 1906 Oberstdorf und die Skisport & Veranstaltungs GmbH. Die Sprungdurchgänge wurden auf den mit Matten belegten Schattenbergschanzen in der Audi Arena Oberstdorf (K 95 / HS 106 und K 120/HS 137) ausgetragen, die Laufstrecken befanden sich hingegen im Langlaufstadion Ried. Bei den Männern wurde ein Einzelwettkampf nach der Gundersen-Methode sowie ein Teamsprint abgehalten. Der Einzelwettkampf der Junioren war in dem der Senioren integriert. Darüber hinaus wurde der historisch erste Meisterschaftswettkampf der Frauen ausgetragen, welcher nach der Gundersen-Methode von der Normalschanze sowie über 5 Kilometer abgehalten wurde. Als Startgeld für die Einzelwettbewerbe wurden 8 € verlangt. Es galten die offiziellen FIS-Regeln für Wettkampfausrüstung. Für die Materialkontrolle war Michael Neumayer zuständig. DSV-Cheftrainer war Hermann Weinbuch.
Die Meisterschaften fanden gemeinsam mit den Skisprung-Meisterschaften statt, wobei der Zeitplan gestreckt wurde, um zu große Personenansammlungen während einer Pandemie zu verhindern.

## Programm und Zeitplan

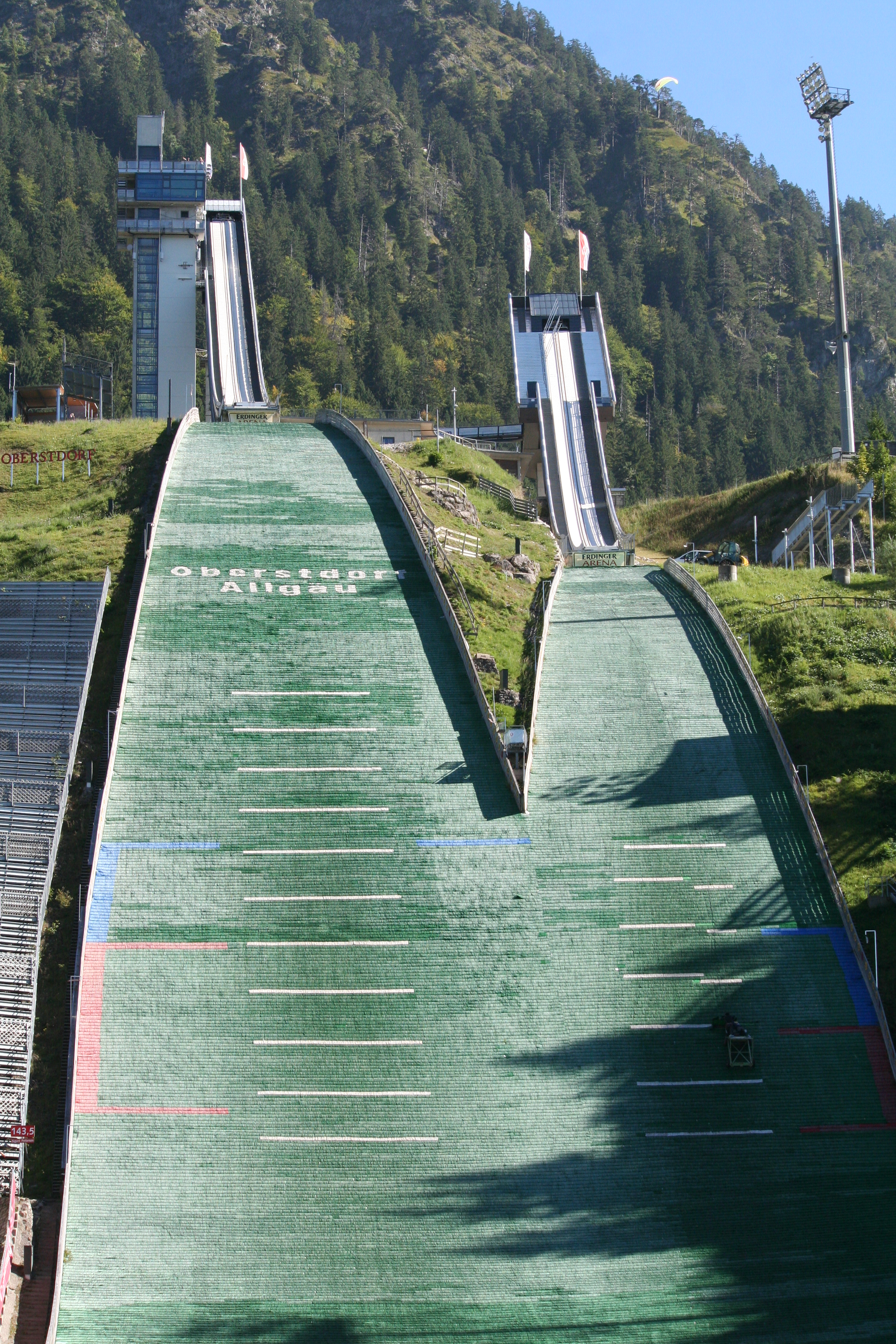
Schattenbergschanzen in Oberstdorf

Zeitplan der Deutschen Meisterschaften:
| Datum            | Uhrzeit      | Ereignis                       | Ort                  | Geschlecht |
| ---------------- | ------------ | ------------------------------ | -------------------- | ---------- |
| Mo., 19. Oktober | 19:00        | Mannschaftsführersitzung       | Online via Zoom      |            |
| Fr., 23. Oktober | 08:30        | Offizielles Training HS106     | Audi Arena           | Frauen     |
| Fr., 23. Oktober | anschließend | Provisorischer Wettkampfsprung | Audi Arena           | Frauen     |
| Fr., 23. Oktober | anschließend | Wertungsdurchgang Gundersen    | Audi Arena           | Frauen     |
| Sa., 24. Oktober | 08:30        | Offizielles Training HS 137    | Audi Arena           | Männer     |
| Sa., 24. Oktober | anschließend | Provisorischer Wettkampfsprung | Audi Arena           | Männer     |
| Sa., 24. Oktober | anschließend | Wertungsdurchgang Gundersen    | Audi Arena           | Männer     |
| Sa., 24. Oktober | 14:30        | Einlaufen                      | Langlaufstadion Ried | Frauen     |
| Sa., 24. Oktober | 15:00        | Lauf Gundersen 5 km            | Langlaufstadion Ried | Frauen     |
| Sa., 24. Oktober | 15:30        | Einlaufen                      | Langlaufstadion Ried | Männer     |
| Sa., 24. Oktober | 16:00        | Lauf Gundersen 10 km           | Langlaufstadion Ried | Männer     |
| Sa., 24. Oktober | anschließend | Siegerehrung                   | Langlaufstadion Ried |            |
| So., 25. Oktober | 08:30        | Probedurchgang HS 137          | Audi Arena           | Männer     |
| So., 25. Oktober | anschließend | Wertungsdurchgang Teamsprint   | Audi Arena           | Männer     |
| So., 25. Oktober | 14:30        | Einlaufen                      | Langlaufstadion Ried | Männer     |
| So., 25. Oktober | 15:00        | Lauf Teamsprint 2 × 7,5 km     | Langlaufstadion Ried | Männer     |
| So., 25. Oktober | anschließend | Siegerehrung                   | Langlaufstadion Ried | Männer     |

## Teilnehmende

### Männer
| 33 Teilnehmer aus fünf Bundesländern                                        | 33 Teilnehmer aus fünf Bundesländern |
| --------------------------------------------------------------------------- | ------------------------------------ |
| - Baden-Württemberg (6) - Bayern (12) – Gastgeber - Nordrhein-Westfalen (1) | - Sachsen (10) - Thüringen (4)       |

### Frauen
| Acht Teilnehmerinnen aus fünf Bundesländern                                | Acht Teilnehmerinnen aus fünf Bundesländern |
| -------------------------------------------------------------------------- | ------------------------------------------- |
| - Baden-Württemberg (1) - Bayern (2) – Gastgeber - Nordrhein-Westfalen (1) | - Sachsen (1) - Thüringen (3)               |

## Frauen
Die Frauen trugen lediglich einen Einzelwettbewerb aus, bei dem die erste Deutsche Meisterin in der Nordischen Kombination nach der Gundersen-Methode (HS106/5 km) ermittelt wurde. Der Sprungdurchgang war in den ersten Wertungsdurchgang der Frauen-Skisprungmeisterschaft integriert und fand am Freitag, dem 23. Oktober 2020 statt. Einen Tag später wurde der Langlauf über 5,4 km abgehalten und dabei eine Höhendifferenz von 44 Metern bei einem Gesamtanstieg von 121 Metern zurückgelegt. In der Startliste standen neun Athletinnen, doch ging Marie Naehring vom SK Winterberg nicht an den Start. Den Sprungdurchgang gewann Svenja Würth, die erst im Frühjahr vom Spezialspringen zur Kombination gewechselt war. Mit ihrem Sprung hatte sie allerdings nur 20 Sekunden Vorsprung auf die amtierende Junioren-Weltmeisterin Jenny Nowak, die auf der Loipe stärker einzuschätzen war. Tatsächlich setzte sich Nowak von Würth ab und gewann den ersten deutschen Meistertitel.
| Platz | Name             | Verein           | Sprungpunkte | Laufzeit | Rückstand |
| ----- | ---------------- | ---------------- | ------------ | -------- | --------- |
| 01.   | Jenny Nowak      | SC Sohland       | 105,6        | 15:02,1  |           |
| 02.   | Emilia Görlich   | WSV 08 Lauscha   | 085,4        | 15:10,4  | +1:28,3   |
| 03.   | Svenja Würth     | SV Baiersbronn   | 110,5        | 17:14,5  | +1:52,4   |
| 04.   | Maria Gerboth    | WSV Schmiedefeld | 085,4        | 15:50,8  | +2:08,7   |
| 05.   | Sophia Maurus    | TSV Buchenberg   | 087,3        | 16:22,4  | +2:33,3   |
| 06.   | Cindy Haasch     | TSG Ruhla        | 067,7        | 15:21,7  | +2:50,6   |
| 07.   | Magdalena Burger | SC Partenkirchen | 080,2        | 16:39,5  | +3:18,4   |
| 08.   | Emily Schneider  | SC Rückershausen | 061,3        | 16:24,5  | +4:19,4   |

## Männer

### Einzel
Der Einzelwettbewerb fand am Samstag, dem 24. Oktober 2020 in der Gundersen-Methode (HS137/10 km) statt. Die Strecke hatte eine Länge von zehn Kilometern, in der ein Höhenunterschied von 44 Metern sowie ein Gesamtanstieg von 283 Metern zurückgelegt wurden. In der Startliste standen 35 Athleten, doch gingen deren zwei nicht an den Start. Der Vorjahressieger Fabian Rießle legte bereits im Sprungdurchgang den Grundstein für seine Titelverteidigung, sodass er mit bereits 31 Sekunden Vorsprung auf Manuel Faißt auf die Loipe ging, wo ihm die drittbeste Laufzeit zum Sieg reichte. Den Spitzenathleten Eric Frenzel und Johannes Rydzek wurde hingegen die schwache Sprungleistung zum Verhängnis, denn mit den Rängen 12 und 28 nach dem Springen waren für sie die Medaillenchancen bereits stark gesunken. Seine erste Einzelmedaille gewann Jakob Lange, der mit der zweitbesten Laufzeit noch auf den dritten Platz vorlaufen konnte. Silber gewann Vinzenz Geiger vom heimischen SC Oberstdorf mit der besten Laufzeit. Es kamen alle 33 startenden Athleten in die Wertung.
| Platz | Name                 | Verein             | Sprungpunkte | Laufzeit | Rückstand |
| ----- | -------------------- | ------------------ | ------------ | -------- | --------- |
| 01.   | Fabian Rießle        | SZ Breitnau        | 149,3        | 23:15,8  |           |
| 02.   | Vinzenz Geiger       | SC Oberstdorf      | 125,2        | 22:06,0  | +0:26,2   |
| 03.   | Jakob Lange          | WSV Kiefersfelden  | 128,1        | 22:32,0  | +0:41,2   |
| 04.   | Manuel Faißt         | SV Baiersbronn     | 141,6        | 23:35,8  | +0:51,0   |
| 05.   | Terence Weber        | SSV Geyer          | 139,0        | 23:59,1  | +1:24,3   |
| 06.   | Simon Hüttel         | WSV Weißenstadt    | 137,8        | 23:56,5  | +1:26,7   |
| 07.   | David Mach           | TSV Buchenberg     | 132,6        | 23:40,0  | +1:31,2   |
| 08.   | Eric Frenzel         | SSV Geyer          | 124,8        | 23:16,6  | +1:38,8   |
| 09.   | Julian Schmid        | SC Oberstdorf      | 128,8        | 23:39,5  | +1:45,7   |
| 10.   | Martin Hahn          | VSC Klingenthal    | 126,3        | 24:23,9  | +2:40,1   |
| 11.   | Wendelin Thannheimer | SC Oberstdorf      | 119,6        | 24:01,1  | +2:44,3   |
| 12.   | Nick Siegemund       | VSC Klingenthal    | 122,7        | 24:20,1  | +2:50,3   |
| 13.   | Christian Frank      | SK Berchtesgaden   | 120,8        | 24:28,3  | +3:06,5   |
| 14.   | Maximilian Pfordte   | WSV Grüna          | 126,3        | 25:11,8  | +3:28,0   |
| 15.   | Justin Moczarski     | SK Winterberg      | 110,0        | 24:07,9  | +3:29,1   |
| 16.   | Johannes Rydzek      | SC Oberstdorf      | 097,8        | 23:47,9  | +3:58,1   |
| 17.   | Tristan Sommerfeldt  | WSC Oberwiesenthal | 110,7        | 24:40,5  | +3:58,7   |
| 18.   | Pirmin Maier         | SC Waldau          | 126,8        | 25:46,0  | +4:00,2   |
| 19.   | Luis Lehnert         | WSV Oberaudorf     | 112,2        | 24:59,0  | +4:11,2   |
| 20.   | Jan Andersen         | SC Königsbronn     | 102,7        | 24:22,0  | +4:12,2   |
| 21.   | Aaron Uhrmann        | WSV-DJK Rastbüchl  | 095,6        | 24:17,2  | +4:36,4   |
| 22.   | Simon Mach           | TSV Buchenberg     | 095,0        | 24:16,6  | +4:37,8   |
| 23.   | Jonas Maier          | SC Waldau          | 104,5        | 25:15,7  | +4:58,9   |
| 24.   | Hannes Gehring       | SV Biberau         | 099,6        | 25:10,5  | +5:13,7   |
| 25.   | Jakob Fischer        | SSV Geyer          | 090,8        | 24:37,2  | +5:15,4   |
| 26.   | Nick Schönfeld       | VSC Klingenthal    | 099,1        | 25:28,9  | +5:34,1   |
| 27.   | Lucas Mach           | TSV Buchenberg     | 088,8        | 25:24,5  | +6:10,7   |
| 28.   | Tim Kopp             | VSC Klingenthal    | 084,6        | 25:11,6  | +6:14,8   |
| 29.   | Pepe Schula          | SSV Geyer          | 088,2        | 25:53,8  | +6:42,0   |
| 30.   | Rafael Fischer       | ST Schonach-R.     | 088,3        | 25:57,7  | +6:45,9   |
| 31.   | Niklas Pfeuffer      | WSV Schmiedefeld   | 076,8        | 25:54,6  | +7:28,8   |
| 32.   | Lukas Rempt          | WSV Schmiedefeld   | 046,4        | 25:48,6  | +9:24,8   |
| 33.   | Max Herbrechter      | TSG Ruhla          | 076,4        | 28:12,6  | +9:48,8   |

### Teamsprint
Der Teamsprint wurde am Sonntag, dem 25. Oktober 2020 (HS137/2×7,5 km) ausgetragen. In der ursprünglichen Planung war ein Start um 15 Uhr vorgesehen, doch begann das Rennen bereits um 13:30 Uhr. Bereits zum dritten Mal in Folge sicherte sich das Team um Manuel Faißt und Fabian Rießle den Meistertitel. Dabei kämpften sie bis zum Schluss mit dem Team aus Sachsen, das nach dem Springen noch in Führung gelegen hatte. Johannes Rydzek war kein Teil eines Teams, während die restlichen 32 Athleten aus dem Einzel sich in 16 Teams zusammentaten.
| Platz | Team                        | Namen                              | Sprungpunkte | Laufzeit | Rückstand |
| ----- | --------------------------- | ---------------------------------- | ------------ | -------- | --------- |
| 01.   | Baden-Württemberg (SBW) I   | Manuel Faißt Fabian Rießle         | 233,7        | 33:29,9  |           |
| 02.   | Sachsen (SVSAC) I           | Eric Frenzel Terence Weber         | 250,1        | 34:06,1  | +00:03,2  |
| 03.   | Bayern (BSV) I              | Jakob Lange Vinzenz Geiger         | 210,5        | 34:01,8  | +01:17,9  |
| 04.   | Bayern (BSV) III            | Wendelin Thannheimer Julian Schmid | 218,4        | 34:30,0  | +01:30,1  |
| 05.   | Bayern (BSV) II             | David Mach Simon Hüttel            | 212,6        | 34:55,1  | +02:07,2  |
| 06.   | Sachsen (SVSAC) II          | Martin Hahn Nick Siegemund         | 206,2        | 34:47,3  | +02:12,4  |
| 07.   | Bayern (BSV) IV             | Christian Frank Luis Lehnert       | 201,2        | 37:04,8  | +04:39,9  |
| 08.   | Baden-Württemberg (SBW) II  | Jan Andersen Pirmin Maier          | 183,6        | 36:55,7  | +05:05,8  |
| 09.   | Sachsen (SVSAC) V           | Pepe Schula Tim Kopp               | 147,5        | 36:32,6  | +05:54,7  |
| 10.   | Sachsen (SVSAC) III         | Jakob Fischer Maximilian Pfordte   | 148,7        | 36:38,4  | +05:58,5  |
| 11.   | Bayern (BSV) NRW (WSV)      | Lucas Mach Justin Moczarski        | 138,4        | 36:18,8  | +05:58,9  |
| 12.   | Sachsen (SVSAC) IV          | Nick Schönfeld Tristan Sommerfeldt | 142,0        | 36:29,4  | +06:02,5  |
| 13.   | Thüringen (TSV) I           | Niklas Pfeuffer Hannes Gehring     | 151,9        | 37:38,6  | +06:51,7  |
| 14.   | Bayern (BSV) V              | Aaron Uhrmann Simon Mach           | 119,3        | 36:37,4  | +06:56,5  |
| 15.   | Baden-Württemberg (SBW) III | Rafael Fischer Jonas Maier         | 138,0        | 38:17,1  | +07:58,2  |
| 16.   | Thüringen (TSV) II          | Lukas Rempt Max Herbrechter        | 079,3        | 39:58,9  | +11:38,0  |

### Junioren
Der Einzelwettbewerb fand am Samstag, dem 24. Oktober 2020 in der Gundersen-Methode (HS 137/10 km) statt. Es gingen 14 Junioren an den Start. Deutscher Juniorenmeister wurde Christian Frank.
| Platz | Name                | Verein             | Sprungpunkte | Laufzeit | Rückstand |
| ----- | ------------------- | ------------------ | ------------ | -------- | --------- |
| 01.   | Christian Frank     | SK Berchtesgaden   | 120,8        | 24:28,3  |           |
| 02.   | Tristan Sommerfeldt | WSC Oberwiesenthal | 110,7        | 24:40,5  | +0:52,2   |
| 03.   | Pirmin Maier        | SC Waldau          | 126,8        | 25:46,0  | +0:53,7   |
| 04.   | Jan Andersen        | SC Königsbronn     | 102,7        | 24:22,0  | +1:05,7   |
| 05.   | Simon Mach          | TSV Buchenberg     | 095,0        | 24:16,6  | +1:31,3   |
| 06.   | Hannes Gehring      | SV Biberau         | 099,6        | 25:10,5  | +2:07,2   |
| 07.   | Jakob Fischer       | SSV Geyer          | 090,8        | 24:37,2  | +2:08,9   |
| 08.   | Nick Schönfeld      | VSC Klingenthal    | 099,1        | 25:28,9  | +2:27,6   |
| 09.   | Lucas Mach          | TSV Buchenberg     | 088,8        | 25:24,5  | +3:04,2   |
| 10.   | Pepe Schula         | SSV Geyer          | 088,2        | 25:53,8  | +3:35,5   |
| 11.   | Rafael Fischer      | ST Schonach-R.     | 088,3        | 25:57,7  | +3:39,4   |
| 12.   | Niklas Pfeuffer     | WSV Schmiedefeld   | 076,8        | 25:54,6  | +4:22,3   |
| 13.   | Lukas Rempt         | WSV Schmiedefeld   | 046,4        | 25:48,6  | +6:18,3   |
| 14.   | Max Herbrechter     | TSG Ruhla          | 076,4        | 28:12,6  | +6:42,3   |